# UM02-F
FOMA UM02-F（ふぉーまゆーえむぜろにえふ）はNTTドコモが提供する、富士通製の通信モジュールである。ユビキタスモジュールなどとも呼ばれている。

## 概要
通常の携帯電話やデータ通信カードとは違い、UM02-F単体で通話や通信を行うのではなく、機械に組み込み通信を行うためのモジュールである。たとえば自動販売機に組み込み、遠隔で自動販売機の製品の在庫やつり銭の状態などを把握したり、カーナビゲーションに組み込み、遠隔で車両の位置を把握、管理するといった用途で使われる。また近年ではフォトパネル01などデジタルフォトフレームなどに組み込まれて利用されることも多い。
料金プランは通常の音声用のプラン、データ専用プラン（従量制プランのみ）のほかユビキタスプランが利用可能となる。

## 仕様
| FOMA UM02-F仕様 | FOMA UM02-F仕様                                    |
| --------------- | -------------------------------------------------- |
| 提供キャリア    | NTTドコモ                                          |
| メーカー        | 富士通                                             |
| サイズ          | 約37.0 （W）×約35.7 （D）×約5.0 （H）mm            |
| 重量            | 約13g                                              |
| 対応通信        | FOMAパケット通信 （音声/パケット通信分離制御対応） |
| 伝送速度(bps)   | 1200/4800/9600/19200/57600/115200/230400/460800    |
| 無線周波数      | 2GHz/800MHz帯 （FOMAプラスエリア対応）             |

## その他モジュール
その他通信モジュールとして以下のものがある。仕様、大きさなどほぼ同じである。
- UM01-HW
- FOMA UM02-KO
- FOMA UM01-F
- FOMA UM01-KO